# Eirenis collaris
Espèce
Synonymes
- Coluber collaris Ménétries, 1832
- Contia collaris var. macrospilota Werner, 1904

Statut de conservation UICN

 LC  : Préoccupation mineure
Eirenis collaris est une espèce de serpents de la famille des Colubridae.

## Répartition
Cette espèce se rencontre :
- dans le sud de l'Arménie ;
- en Azerbaïdjan ;
- en Bulgarie ;
- dans le sud-est de la Géorgie ;
- dans l'ouest de l'Iran
- en Irak ;
- au Liban ;
- en Russie, entre la mer Noire et la mer Caspienne ;
- dans l'est de la Turquie.

## Description
Dans sa description Ménétries indique que ce serpent a le dos brun clair et présente une collier noir se terminant en pointe sous le cou sans que les deux extrémités se rejoignent.

## Liste des sous-espèces
Selon The Reptile Database (14 février 2014) :
- Eirenis collaris collaris (Ménétries, 1832)
- Eirenis collaris macrospilotus (Werner, 1904) - Turquie

## Taxinomie
Cette espèce pourrait être synonyme de Eirenis rothii.

## Étymologie
Son nom d'espèce, du latin collaris, « collier », fait référence à sa livrée.

## Publications originales
- Ménétries, 1832 : Catalogue raisonné des objets de zoologie recueillis dans un voyage au Caucase et jusqu’aux frontières actuelles de la Perse, p. 1-330 (texte intégral).
- Werner, 1903 : Über Reptilien und Batrachier aus Guatemala und China in der zoologischen Staats-Sammlung in München nebst einem Anhang über seltene Formen aus anderen Gegenden. Abhandlungen der Königlich Bayerischen Akademie der Wissenschaften, sér. 2, vol. 22, p. 343-384 (texte intégral).